# North City (Illinois)
North City es una villa ubicada en el condado de Franklin en el estado estadounidense de Illinois. En el Censo de 2010 tenía una población de 608 habitantes y una densidad poblacional de 104,85 personas por km².

## Geografía
North City se encuentra ubicada en las coordenadas 37°59′28″N 89°3′50″O / 37.99111, -89.06389. Según la Oficina del Censo de los Estados Unidos, North City tiene una superficie total de 5,8 km², de la cual 5,65 km² corresponden a tierra firme y (2,5%) 0,15 km² es agua.

## Demografía
Según el censo de 2010, había 608 personas residiendo en North City. La densidad de población era de 104,85 hab./km². De los 608 habitantes, North City estaba compuesto por el 98,52% blancos, el 0% eran afroamericanos, el 0% eran amerindios, el 0,16% eran asiáticos, el 0% eran isleños del Pacífico, el 0,49% eran de otras razas y el 0,82% pertenecían a dos o más razas. Del total de la población el 1,64% eran hispanos o latinos de cualquier raza.